# 東京社会保険事務局
東京社会保険事務局（とうきょうしゃかいほけんじむきょく）は、東京都新宿区にあった社会保険庁の地方支分部局で、東京都を管轄していた。

## 管内社会保険事務所等
- 千代田社会保険事務所
- 中央社会保険事務所
- 港社会保険事務所
- 東京社会保険事務局新宿社会保険事務室（新宿社会保険事務所）
- 杉並社会保険事務所
- 中野社会保険事務所
- 上野社会保険事務所
- 文京社会保険事務所
- 墨田社会保険事務所
- 江東社会保険事務所
- 江戸川社会保険事務所
- 品川社会保険事務所
- 大田社会保険事務所
- 渋谷社会保険事務所
- 目黒社会保険事務所
- 世田谷社会保険事務所
- 池袋社会保険事務所
- 北社会保険事務所
- 板橋社会保険事務所
- 練馬社会保険事務所
- 足立社会保険事務所
- 荒川社会保険事務所（東京社会保険事務局荒川事務所）
- 葛飾社会保険事務所
- 立川社会保険事務所
- 青梅社会保険事務所
- 八王子社会保険事務所
- 武蔵野社会保険事務所
- 府中社会保険事務所